# ماسکلیا
ماسکلیا (به لاتین: Maskeliya) یک منطقهٔ مسکونی در سری‌لانکا است که در ناحیه نووارا الییا واقع شده‌است.